# Каваду
Ка́ваду (порт. Rio Cávado) — река на севере Португалии. Берёт исток у гор Серра-ду-Лароку (1525 м), во фрегезии Падрозу, на границе с Испанией, на высоте около 1520 м. Течёт примерно 129 км в общем направлении с востока на запад. Впадает в Атлантический океан у города Эшпозенди.
Площадь водосбора — 1699 км² (1610 км²), из которых примерно 256 км² и 248 км² относятся, соответственно, к бассейнам наиболее важных притоков — правого Омен длиной 45 км, который берёт исток у гор Серра-ду-Жереш, и левого Рабаган длиной 37 км, который берёт исток между горами Серра-ду-Баррозу и Серра-ду-Лароку.
Годовой сток — 2107 млн м³. Река переносит 18 500 м³ аллювия в год.

## Каскад Каваду — Рабаган — Омен

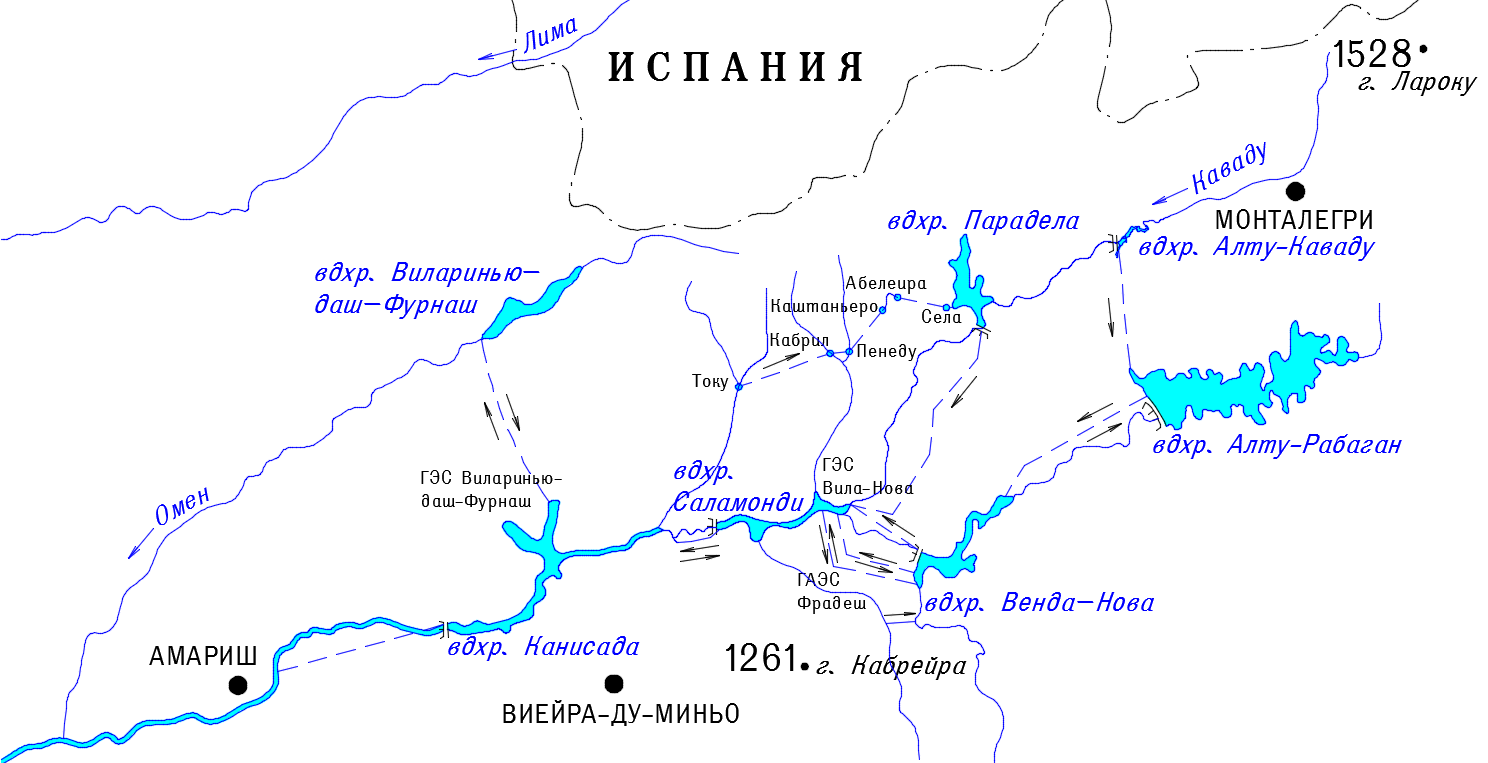
Схема размещения водохранилищ в бассейне Каваду

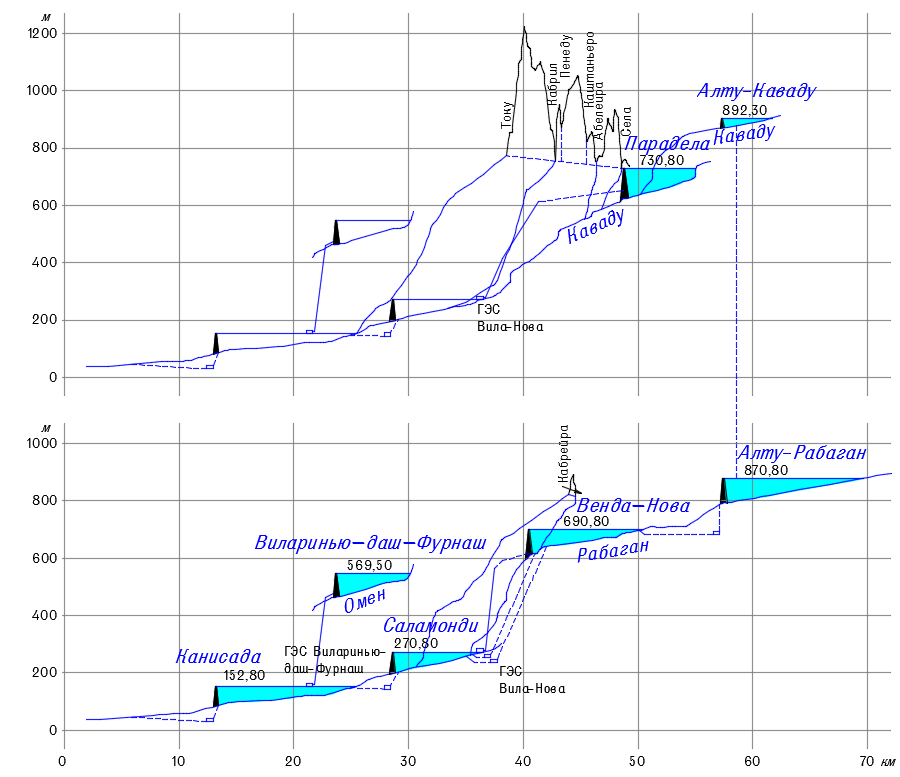
Каскад Каваду — Рабаган — Омен

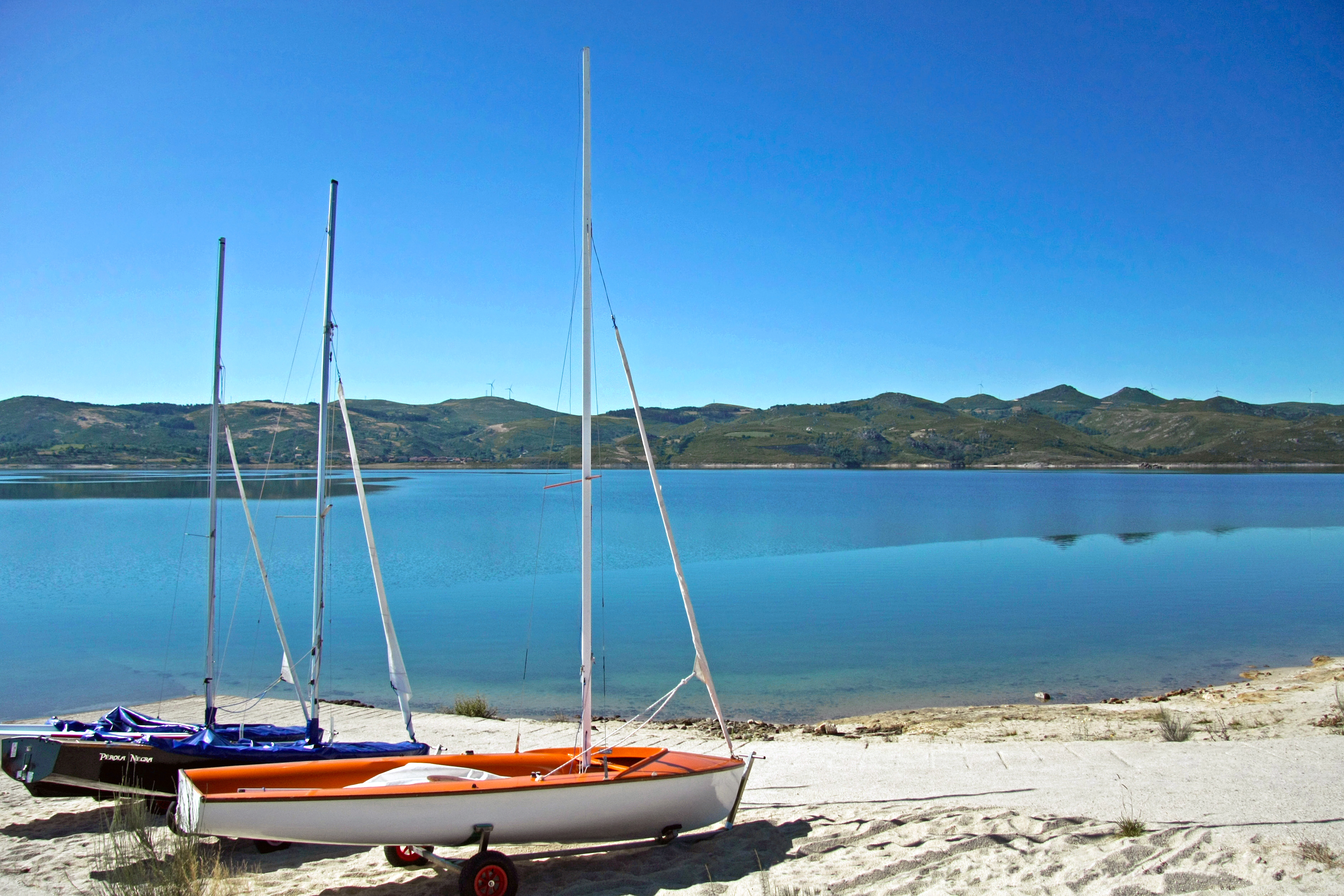
Водохранилище Алту-Рабаган

Для развития бассейна Каваду и её притоков для нужд гидроэнергетики была создана компания «Гидро-Электрика ду Каваду» (HICA – Hidroeléctrica do Cávado). Её архитектором был Жануариу Годиньо (Januário Godinho; 1910—1990). Строительство плотины Венда-Нова началось в 1946 году.
Каскад Каваду — Рабаган — Омен состоит из 8 плотин: Алту-Рабаган, Алту-Каваду, Парадела, Венда-Нова, Саламонди, Канисада, Виларинью-даш-Фурнаш и Пениде, расположенных на реках Каваду, Рабаган и Омен. Общая ёмкость водохранилищ — 1121 км³ (1093 км³), из которых 65 % приходится на водохранилище Алту-Рабаган. Общая энергетическая ёмкость — 1642,8 ГВт⋅ч. Общий напор гидроустановки (напор-брутто) между нормальным подпорным уровенем (НПУ) водохранилища Алту-Рабаган и водовыпуском Канисада составляет около 840 м, а напор используемый в Пениде — около 7 м. Суммарная установленная мощность 632,4 МВт, распределённая на 14 агрегатах. Средняя годовая выработка электроэнергии — 1704 ГВт⋅ч.

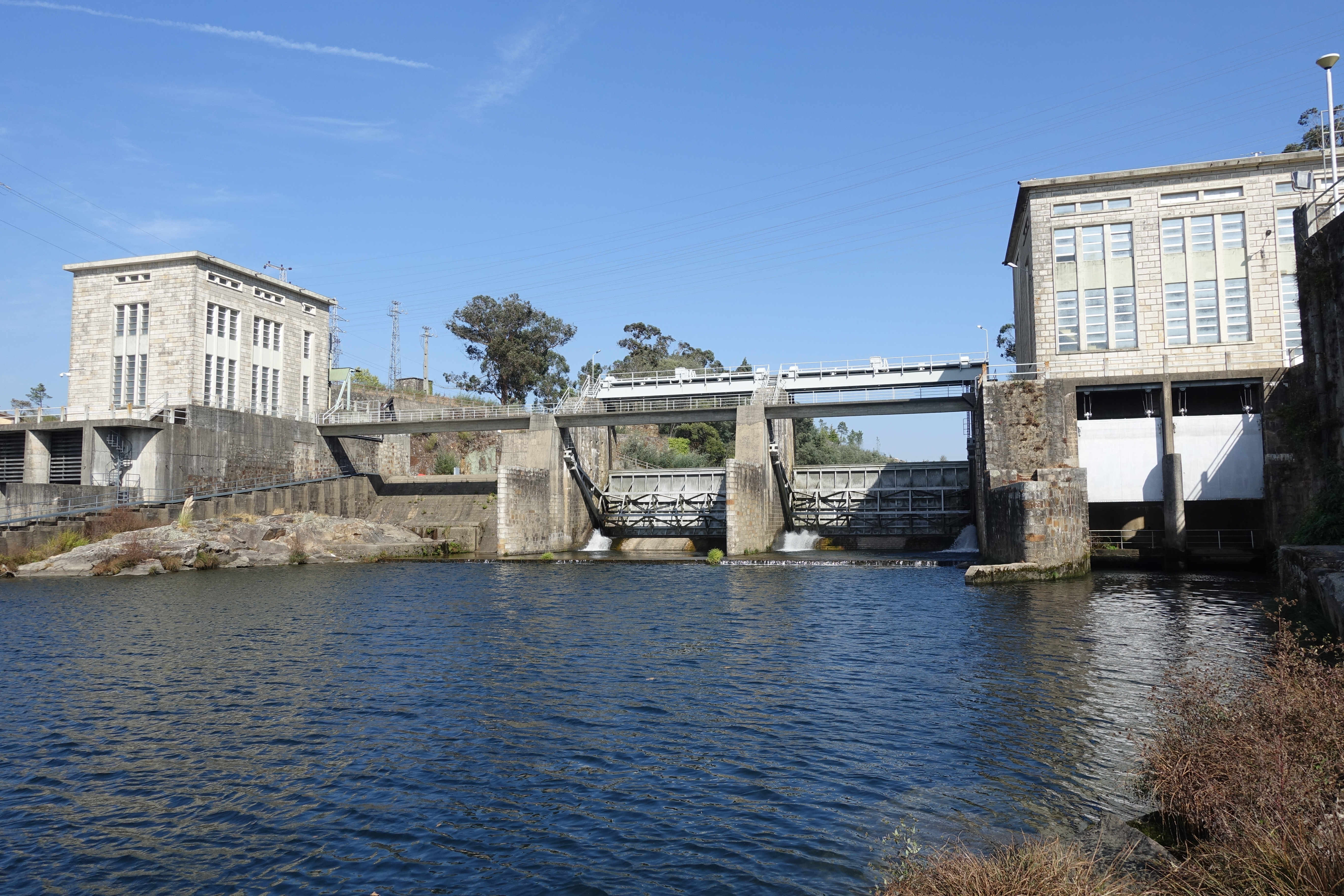
Плотина Пениде

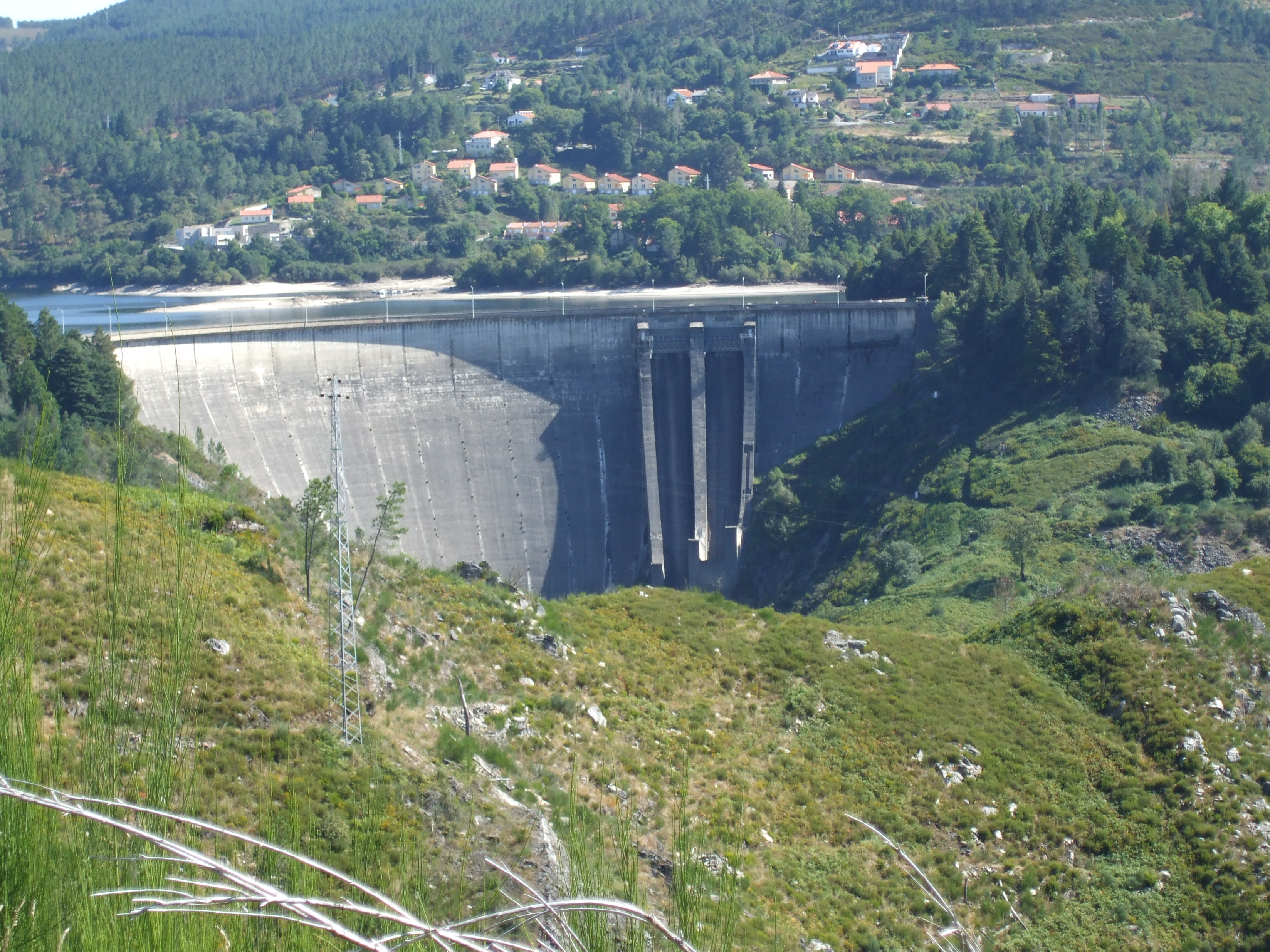
Плотина Венда-Нова

ГЭС Пениде на реке Каваду расположена в Пениде (Penide, Барселуш). Площадь водосбора — 1324 км². Среднегодовая сумма осадков равна 2300 мм. Годовой сток — 1,928 км³. Расход воды при 1 % обеспеченности (1 раз в 100 лет) — 2400 м³/с. Каменная плотина Пениде высотой 21 м и длиной по гребню 51 м выполнена на гранитном фундаменте. Отметка гребня плотины — 24 м над уровнем моря. Объём кладки — 9 тыс. м³. Установлены 2 турбины Каплана. Установленная мощность 4,8 МВт. Средняя годовая выработка электроэнергии — 22,3 ГВт⋅ч. Построена компанией CHENOP - Companhia Hidroeléctrica do Norte de Portugal. Введена в эксплуатацию в 1951 году. Площадь водохранилища 0,69 км². Плотина образует водохранилище ёмкостью 0,5 млн м³. Нормальный подпорный уровень (НПУ) — 16,7 м. Максимальный уровень — 20 м. Водосброс над гребнем плотины. Установлены 2 сегментных водоспуска. Максимальный пропуск расхода — 2400 м³/с. 

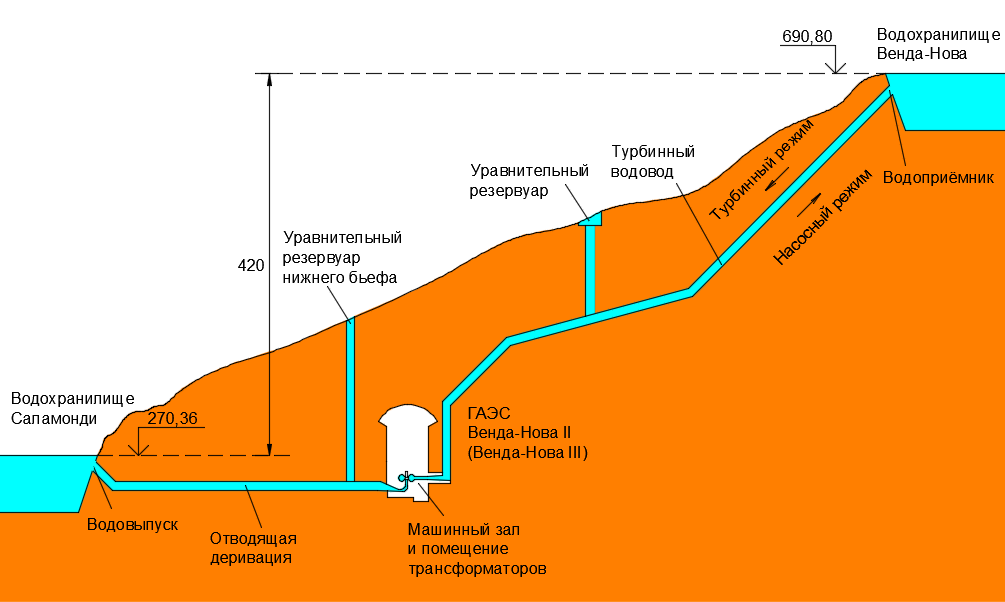
Схема компоновки оборудования ГАЭС Венда-Нова II (ГАЭС Венда-Нова III)

ГЭС Вила-Нова / Венда-Нова на реке Рабаган расположена в Виейра-ду-Минью, на границе с Монталегри. Введена в эксплуатацию в 1951 году. Здание ГЭС расположено на берегу реки Каваду, под крутым склоном. На крыше машинного зала расположена подстанция (помещение трансформаторов) и линия электропередачи. Установлены 3 турбины Пелтона. Установленная мощность 90 МВт. Средняя годовая выработка электроэнергии — 383,9 ГВт⋅ч. Бетонная арочная плотина Венда-Нова высотой 97 м образует водохранилище ёмкостью 92,1 млн м³. Нормальный подпорный уровень (НПУ) — 700 м, уровень мёртвого объема (УМО) — 641 м. Здание ГЭС соединено с водохранилищем туннелем длиной 2650 м и водоводом длиной 820 м.
ГЭС Саламонди на реке Каваду расположена в Виейра-ду-Минью. Введена в эксплуатацию в 1953 году. Здание ГЭС подземное, подстанция (помещение трансформаторов) — наземная. Установленная мощность 42 МВт. Средняя годовая выработка электроэнергии — 244 ГВт⋅ч. Плотина Саламонди образует водохранилище ёмкостью 55 млн м³.
ГЭС Канисада на реке Каваду расположена в Терраш-ди-Бору. Введена в эксплуатацию в 1954 году. Установлены 2 турбины. Установленная мощность 62 МВт. Средняя годовая выработка электроэнергии — 345 ГВт⋅ч. Плотина Канисада образует водохранилище ёмкостью 144,4 млн м³. Площадь водохранилища — около 609 га. Здание ГЭС — подземное, в пещере, вырубленной в скале, к нему ведёт круто наклонённая подводящая деривация длиной около 190 м. По отводящей деривации вода спускается в реку Каваду.
ГЭС Вила-Нова / Парадела на реке Каваду расположена в Парадела. Введена в эксплуатацию в 1956 году. Плотина из гравийной массы и каменной наброски с водонепроницаемым железобетонным экраном. Турбина установлена в машинном зале ГЭС Вила-Нова / Венда-Нова. Протяжённость деривации до Вила-Нова, которая состоит из туннелей и напорных водоводов, — 11 км. Установленная мощность 54 МВт. Средняя годовая выработка электроэнергии — 254 ГВт⋅ч. Плотина Парадела образует водохранилище ёмкостью 158,2 млн м³.
Гидроаккумулирующая электростанция (первая в Португалии) ГАЭС Алту-Рабаган (Central Hídrica do Alto Rabagão) на реке Рабаган расположена в Пизойнш (Pisões, Монталегри). Спроектирована в 1958 году. Введена в эксплуатацию в 1964 году. Алту-Рабаган стало первым водохранилищем в Португалии для многолетнего регулирования стока — использования аккумулированной воды в засушливые годы. Установлены 2 турбины Френсиса, 2 насоса единичной мощностью 42 МВт и 2 генератора единичной мощностью 45 тыс. кВ·А. Установленная мощность 68 МВт. Средняя годовая выработка электроэнергии — 83 ГВт⋅ч. Бетонная (купольная и частью гравитационная) плотина Алту-Рабаган максимальной высотой 94 м образует водохранилище ёмкостью 550,1 млн м³ (568,69 млн м³), четвёртое по объёму водохранилище Португалии (2011). Полезный объём — 557,92 млн м³. Нормальный подпорный уровень (НПУ) — 870,8 м, уровень мёртвого объема (УМО) — 819,8 м, форсированный подпорный уровень (ФПУ) — 870,9 м. Длина плотины — 1970 м. Плотина выполнена на гранитном и сланцевом фундаменте. Объём бетона — 1,117 млн м³. Здание ГЭС — подземное на отметке 130 м над уровнем моря. В качестве нижнего водоёма для Алту-Рабаган используется водохранилище плотины Венда-Нова. Длина деривации — около 6 км. Энергетическая мощность водохранилища Алту-Рабаган оценивается в 1 млрд кВт⋅ч. Площадь водосбора — 103 км², что составляет 6,4 % от общей площади бассейна реки Каваду (1610 км²). Среднегодовая сумма осадков равна 1555 мм (за период наблюдений 1955—1995 гг.). Средняя высота и средний уклон площади водосбора составляют примерно 952 м и 10,9 % соответственно. Длина водохранилища около 10 км, площадь — 2224 га. Водохранилище используется для снабжения питьевой водой, рыбалки, купания (оборудованные пляжи отсутствуют) и парусного и другого водного спорта. Водосброс в теле плотины на отметке 850,8 м. 2 щитовых затвора, максимальный пропуск расхода — 500 м³/с. Минимальный объём водохранилища за период наблюдений с января 1990 года по октябрь 2010 года наблюдался в декабре 1998 года — 146 млн м³, максимальный в феврале 2010 года — 567 млн м³. 
Водохранилище Алту-Рабаган и связанные с ним Алту-Каваду и Венда-Нова по концентрации хлорофилла a относятся к мезотрофным озёрам. 73,5 % бытовых сточных вод в муниципалитете Монталегри сбрасываются без каких-либо
очистки, очистные сооружения обслуживают 3782 человека, что соответствует расходу 682 м³/день.
В Алту-Рабаган выращивается микижа (Oncorhynchus mykiss). Годовой объём производства — около 300 т.
Бетонная гравитационная плотина Алту-Каваду высотой 29 м и длиной по гребню 220 м на реке Каваду образует водохранилище площадью 50 га (0,5 км²) и ёмкостью 3,3 млн м³. Полезный объём — 2 млн м³. Уровень гребня 906,5 м над уровнем моря. Объём бетона 29 тыс. м³. Плотина введена в эксплуатацию в 1964 году для питания водохранилища Алту-Рабаган, с которым соединена подземным водоводом длиной 4,9 км и сечением 11 м². Отметка водоприёмника 894,9 м, водовыпуска — 870 м. Нормальный подпорный уровень (НПУ) — 901,5 м. Водосброс над гребнем плотины. Максимальный пропуск расхода — 410 м³/с.
ГЭС Виларинью-даш-Фурнаш на реке Омен расположена в Терраш-ди-Бору. Введена в экспулатацию в 1972 году. В 1987 году введена в эксплуатацию ГАЭС Виларинью-даш-Фурнаш. Деривация состоит из туннеля и водовода общей протяженностью 7,6 км. В качестве нижнего водоёма для Виларинью-даш-Фурнаш используется водохранилище плотины Канисада. Установленная мощность 125 МВт. Средняя годовая выработка электроэнергии — 194 ГВт⋅ч. Плотина Виларинью-даш-Фурнаш образует водохранилище ёмкостью 97,5 млн м³. Площадь водохранилища — около 346 га.
ГАЭС Саламонди на реке Каваду расположена в Фафиане (Fafião). Введена в эксплуатацию в 2015 (2016) году. Установлены 2 турбины. Установленная мощность 220 МВт. Средняя годовая выработка электроэнергии — 386 ГВт⋅ч. Площадь водохранилища 237 га. Здание ГЭС — подземное, к нему ведёт круто наклонённая подводящая деривация длиной около 170 м. По отводящей деривации длиной 1930 м вода спускается в реку Каваду. В качестве нижнего водоёма для Саламонди используется водохранилище плотины Канисада. Проектная организация — COBA Group, строительная — Construsalamonde, ACE (совместное предприятие Teixeira Duarte – Engenharia e Construções, S.A., EPOS – Empresa Portuguesa de Obras Subterrâneas, S.A. и Seth - Sociedade de Empreitadas e Trabalhos Hidráulicos, S.A.). Строительные работы начаты в декабре 2010 года.
ГАЭС Фрадеш I / Венда-Нова II расположена в Виейра-ду-Минью. Введена в эксплуатацию в 2005 году. 7 марта 2007 году состоялась торжественная церемония открытия ГАЭС Фрадеш I / Венда-Нова II с участием министра экономики и инноваций Мануэля Пиньо. В качестве верхнего водоёма используется водохранилище плотины Венда-Нова, в качестве нижнего водоёма — водохранилище плотины Саламонди. Перепад — около 420 м. Инвестиции составили 160 млн евро. Установленная мощность 191,4 МВт. Средняя годовая выработка электроэнергии — 220 ГВт⋅ч. Машинный зал ГАЭС расположен в подземной пещере, вырубленной в гранитной скале на левом берегу реки Рабаган, на глубине 350 м. Протяженность туннелей составляет около 7,5 км, шахт — 750 м. Отметка водоприёмника — 690,8 м, водовыпуска — 270,36 м.
Плавучая солнечная электростанция мощностью 218 кВт на водохранилище Алту-Рабаган введена в эксплуатацию в конце 2016 года. Электростанция включает 840 фотоэлектрических панелей. Площадь — 2500 м². Средняя годовая выработка электроэнергии — 300 МВт⋅ч.
ГАЭС Фрадеш II / Вила-Нова III на реке Рабаган расположена в Виейра-ду-Минью. Введена в эксплуатацию в 2017 году. Установлены 2 обратимые гидромашины. Установленная мощность — 756 МВт. Средняя годовая выработка электроэнергии — 1441 ГВт⋅ч. В качестве нижнего водоёма для Фрадеш II / Вила-Нова III используется водохранилище плотины Саламонди. Подводящая и отводящая деривация представляет собой туннели диаметром 12 м общей протяжённостью 5 км. Туннели проложены параллельно туннелям ГАЭС Фрадеш I / Венда-Нова II. Расстояние между двумя ГАЭС составляет около 300 м. Объём подземных горных выработок — более 1 млн м³. Перепад высот (напор) достигает 480 м. Строительным подрядчиком была компания Reforço de Potência da Barragem de Venda Nova III, ACE — совместное предприятие MSF Engenharia (закрылась в 2018 году), Mota-Engil, Somague и Spie Batignolles. Как и у ГАЭС Фрадеш I / Венда-Нова II, машинный зал расположен в подземной пещере, вырубленной в гранитной скале. Её размеры 103 × 25 × 53 м. Здесь же находится зал трансформаторов.
Управляет гидроэлектростанциями Алту-Рабаган, Вила-Нова, Фрадеш, Саламонди, Канисада и Виларинью-даш-Фурнаш компания EDP - Gestão da Produção de Energia, S.A.